# 鴨脷洲大橋

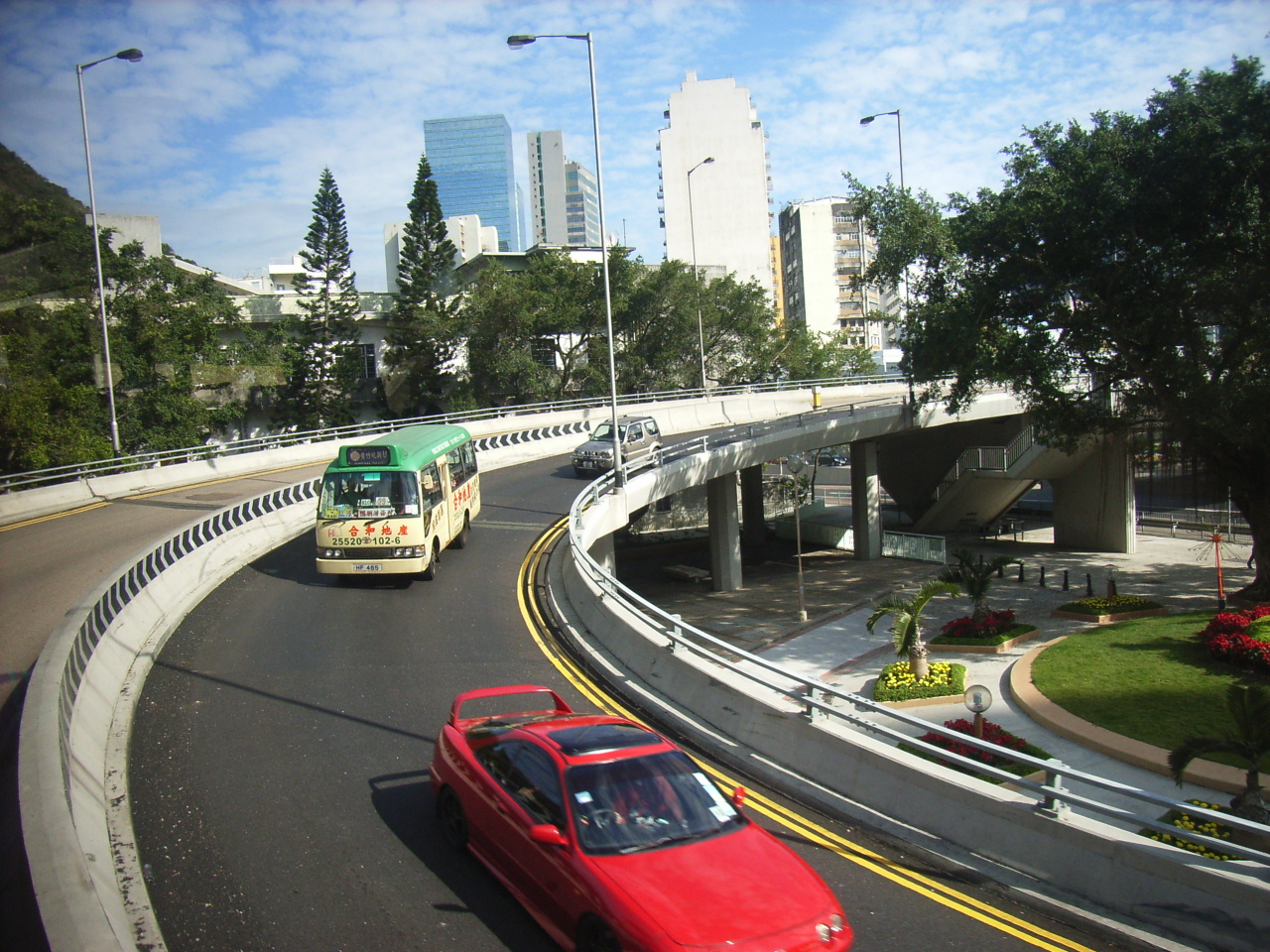
鴨脷洲大橋之北端

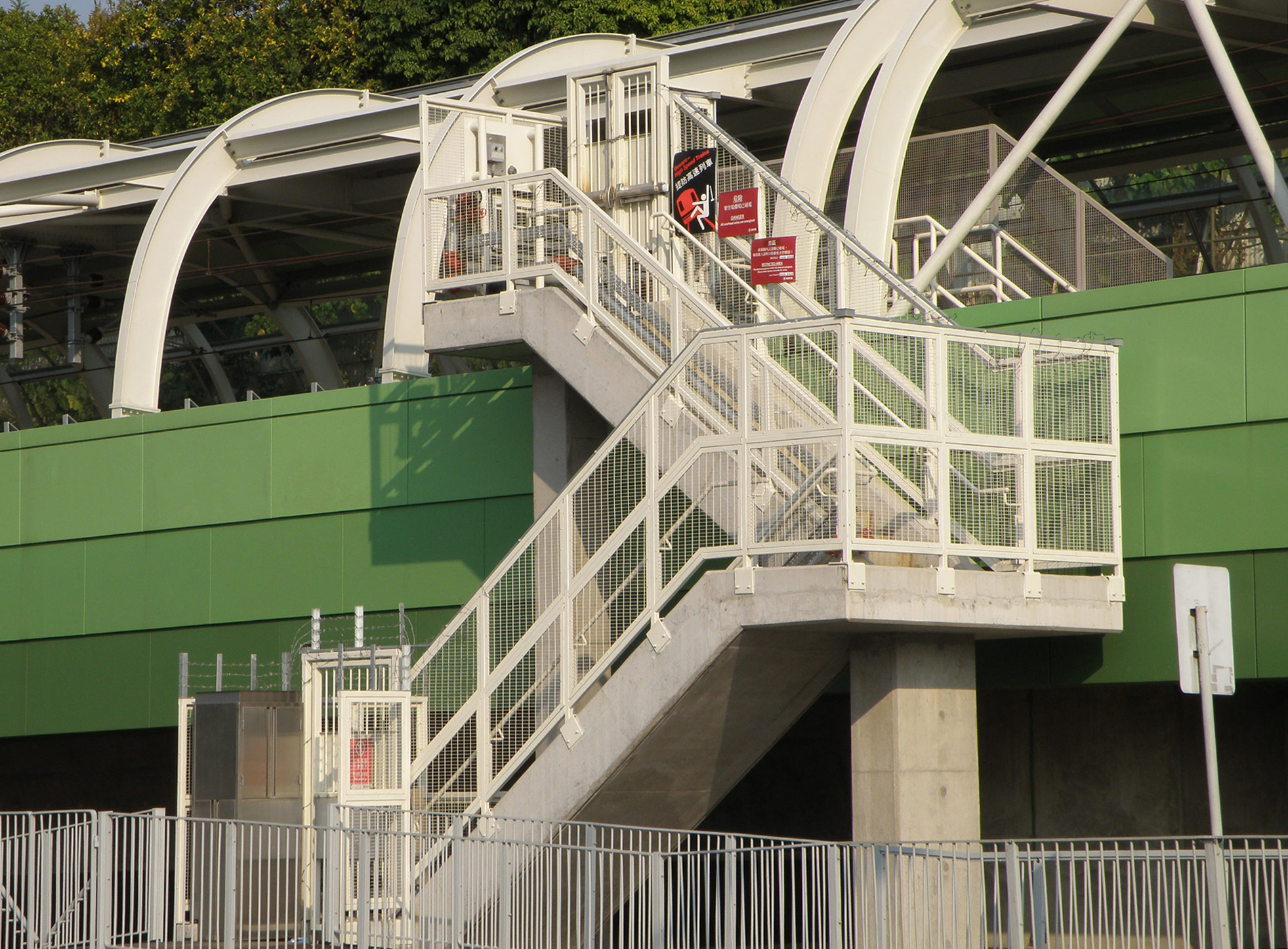
香港仔海峽大橋的緊急逃生出口

鴨脷洲大橋（英語：Ap Lei Chau Bridge），又稱鴨脷洲橋，是連接香港鴨脷洲的行車橋，跨越香港仔海峽，連接香港仔東部（香港仔海旁道及黃竹坑道交界）及鴨脷洲東部（鴨脷洲橋道）。

## 簡介
大橋全長230米，耗資6400萬港元，至今仍是前往鴨脷洲的唯一道路。除道路外，橋內其實亦有輸水管等其他設施。在往香港仔方向的橋面上，有一塊路牌和兩顆可閃爍訊號燈，每當香港仔隧道受到交通擠塞影響時，該組訊號燈就會被亮起，用作提醒駕駛者可改用替代路線前往港島其他地區及九龍。
港鐵南港島綫的香港仔海峽大橋與鴨脷洲大橋並行，並設有緊急出入口接駁大橋的行人道，讓乘客可在突發事故時經鴨脷洲大橋離開路軌範圍。

## 歷史
大橋通車之前，鴨脷洲一直沒有道路連接對岸的香港仔，居民只能依賴街渡出入。1976年，為配合島上興建公共屋邨和發展工業區，工務司署遂於1976年8月決定斥資3200萬港元興建大橋連接，1977年8月動工，10月20日招標，並將鴨脷洲連接港島南區與同期興建的香港仔隧道，亦為香港島第一條連接離島的橋樑。鴨脷洲大橋工程於1978年12月22日平頂。整項工程包括鋪設輸水管，以及興建鴨脷洲橋道和香港仔海傍道之交匯處。由於需要進行填海工程，當局需要徙置近2,300名漁民。
鴨脷洲大橋於1980年3月28日通車，初期只設有兩條行車線，但橋面預留空間以供日後擴闊。當局同時考慮到香港仔海峽船隻往來頻繁，橋底距離水面最少16米，讓大型船隻通行無阻。
通車初期，運輸署只容許領取許可證的駕駛人士使用。直至同年5月，鴨脷洲邨開始入伙，中華巴士才開辦島上首條巴士路線95號線，方便居民前往香港仔市中心。
隨著利東邨入伙、海怡半島即將落成，鴨脷洲對外交通流量大增，大橋日漸不勝負荷。萬一發生交通意外，鴨脷洲對外交通隨即完全中斷，居民要求增建新橋的呼聲日增。路政署遂於1988年研究建造「第二條鴨脷洲大橋」，顧問報告訂出11個方案，分別為：
- 1號方案：香港仔避風塘防波堤 至 海怡半島第10座附近
- 2號方案：香港仔避風塘防波堤 至 海怡半島第7座附近
- 3號方案：田灣山道 至 海怡半島第1座附近
- 4號方案：田灣山道 至 利枝道（途經現時鴨脷洲風之塔公園）
- 5號方案（單程）：香港仔魚類批發市場附近 至 利枝道（單程行車）
- 5號方案（雙程）：香港仔魚類批發市場附近 至 利枝道（雙程行車）
- 6號方案：香港仔大道交匯處 至 利枝道
- 7號方案：香港仔大道交匯處 至 鴨脷洲街渡碼頭附近
- 8號方案：香港仔海傍道（近現時逸港居） 至 鴨脷洲街渡碼頭附近
- 9號方案：複製橋（即最終採用方案）
- 10號方案：鴨脷洲海傍道 至 深灣惠福道

當時南區區議會和島上居民組織較為支持「5號橋」，將鴨脷洲中部接連魚類批發市場一段的香港仔海傍道，但方案遭海怡半島發展商香港電燈及和記黃埔以破壞景觀為由反對。雖然鴨脷洲居民普遍認為複製橋無助解決交通樽頸的問題，但政府仍以造價較低和耗時更短為由，採納了9號方案。而複製部份於1992年動工興建，1994年7月28日早上十時半啟用。舊橋兩條行車線當天起改為西行，複製橋則為東行，並將大橋的每小時最高行車量由1,900架次增加至5,600架次。

## 另見
- 鴨脷洲
- 鴨脷洲橋道
- 香港仔海峽大橋

## 外部連結
- 鴨脷洲大橋地圖 （页面存档备份，存于）